# Gilbert Banester
Gilbert Banester (auch Banaster und Banastre; * zwischen 1420 und 1425; † 24. August 1487) war ein englischer Komponist und Dichter.

## Leben
Gilbert Banesters Vater war wohl der Yeoman Henry Banester († 1456). Er erhielt wahrscheinlich seine musikalische Ausbildung als Chorknabe in der Chapel Royal. Da er 1456 Mitglied der Fraternity of St. Nicholas in London wurde, lebte er wohl zu dieser Zeit dort. Wie und wo er die Zeit zwischen 1456 und 1469 verbrachte, ist nicht genau bekannt. 1469 war er Beamter im königlichen Dienst in der Chapel Royal, da ihm in dieser Funktion am 25. Februar des Jahres eine Corrodie in der Daventry Priory durch Eduard IV. gewährt wurde. Nachdem Eduard IV. aus seinem Exil in Alkmaar in Holland zurückgekehrt war, gewährte er Banester weitere Corrodien in Abingdon und Croyland Abbey in Crowland. 1475 wurde er zum Gentleman of the Chapel Royal ernannt. Er wurde am 29. September 1478 Abyngdons Nachfolger als Master of the Children of the Chapel Royal. In dieser Zeit arbeitete er am Hof und lebte in Greenwich. 1482 wurde er in diesem Amt bestätigt. Am 10. Mai des Jahres gewährte ihm Eduard IV. eine Corrodie in der Priory of Holy Trinity in Norwich. Dieser folgten weitere Corrodien. Im Herbst 1486 erkrankte Banester und wurde zunächst als Master of the Children of the Chapel Royal von Laurence Squier († 1493) vertreten. Am 29. September 1486 schied er offiziell aus seinem Amt aus und verstarb im folgenden Jahr.

## Werke (Auswahl)
- O Maria et Elizabeth, Motette zu fünf Stimmen, im Eton Choirbook überliefert, bei Stainer & Bell Ltd. 1958 in moderner Transkription von Frank Harrison von The Musica Britannica Trust publiziert. Es wird unter anderem diskutiert, dass das Werk für die Hochzeitszeremonie Heinrich VII. mit Elizabeth of York am 18. Januar 1486 entstand.[3] Der Cantus Firmus der Motette ist die Melodie des Resposoriums Regnum mundi. Der Text entstammt einer Antiphon zu Ehren Marias.[2]
- Vos secle iusti iudices, Motette zu drei Stimmen
- Alleluja laudate, Motette zu zwei Stimmen
- Legend of Sismond, englische Übersetzung einer Novelle aus dem Decamerone Giovanni Boccaccios.[8]
- My feerful dreme, weltliches Lied
- Miraculum Sancti Thome martyris, Gedicht